# Liste des cavités naturelles les plus longues de l'Ukraine

Ukraine.

La liste des cavités naturelles les plus longues de l'Ukraine recense sous la forme d'un tableau, les cavités souterraines naturelles connues, dont le développement est supérieur ou égal à mille mètres.
La communauté spéléologique considère qu'une cavité souterraine naturelle n'existe vraiment qu'à partir du moment où elle est « inventée » c'est-à-dire découverte (ou redécouverte), inventoriée, topographiée et publiée. Bien sûr, la réalité physique d'une cavité naturelle est la plupart du temps bien antérieure à sa découverte par l'homme ; cependant tant qu'elle n'est pas explorée, mesurée et révélée, la cavité naturelle n'appartient pas au domaine de la connaissance partagée.
La liste spéléométrique des plus longues cavités naturelles de l'Ukraine (≥ 1 000 m) est  actualisée fin 2021.
La plus longue cavité répertoriée en Ukraine dépasse les 260 kilomètres de développement ; il s'agit de la grotte de l'Optimiste (cf. ligne 1 du tableau ci-dessous).

## Répartition géographique
| \| Kiev Odessa Kharkiv Dnipro Donetsk \| Répartition géographique des cavités naturelles de l'Ukraine. |
| Kiev Odessa Kharkiv Dnipro Donetsk                                                                     |

## Cavités ukrainiennes de développement supérieur ou égal à1 000 mètres
34 cavités sont recensées au 31-12-2021. Région: Crimée, à la suite de la révolution de 2014, la Crimée est annexée par la Russie.
| Réf. | Cavités                                                             | Régions | Provinces / Districts Massifs / Zones              | Coordonnées (WGS 84)               | Dével. (en mètres) | Déniv. (en mètres) | Sources ou références                                        | Mises à jour |
| ---- | ------------------------------------------------------------------- | ------- | -------------------------------------------------- | ---------------------------------- | ------------------ | ------------------ | ------------------------------------------------------------ | ------------ |
| 1    | Optimisticeskaja fr:Grotte Optimiste [ gypse ]                      |         | Transnistrie (rive gauche) / oblast de Ternopil    | 48° 44′ 06″ N, 25° 58′ 26″ E       | +264 576, m        | +0015, m           | speleo.land.kiev.ua & caverbob                               | 2022-03      |
| 2    | Grotte du Prêtre uk:Ozernaja gypse ]                                |         | Transnistrie (rive gauche) / oblast de Tchernivtsi | 48° 45′ 52″ N, 25° 57′ 57″ E       | +143 962, m        | +0035, m           | speleo.land.kiev.ua & caves.in.ua                            | 2022-00      |
| 3    | Grotte de Mlynky uk:Млинки (печера) gypse ]                         |         | Transnistrie (rive gauche) / oblast de Ternopil    | 48° 57′ 21″ N, 25° 52′ 33″ E       | +053 160, m        | +0020, m           | speleo.land.kiev.ua                                          | 2022-00      |
| 4    | grotte de cristal [ gypse ]                                         |         | Transnistrie (rive gauche) / oblast de Ternopil    | 48° 41′ 20″ N, 26° 05′ 16″ E       | +026 623, m        | +0012, m           | speleo.land.kiev.ua & caves.in.ua                            | 2022-00      |
| 5    | Кизил-Коба (печера) fr:Grotte Rouge                                 |         | Dovgorukivsky / Crimée                             | 44° 52′ 13″ N, 34° 20′ 38″ E       | +024 430, m        | +0275, m           | speleo.land.kiev.ua & Speleo Atlas                           | 2022-00      |
| 6    | Славка (печера) (uk) fr:Grotte de Slavka                            |         | Transnistrie (rive gauche) / oblast de Ternopil    | 48° 42′ 29″ N, 26° 07′ 45″ E       | +009 100, m        | +0005, m           | speleo.land.kiev.ua                                          | 2022-00      |
| 7    | Вертеба (uk) fr:Grotte de Verteba                                   |         | Transnistrie (rive gauche) / oblast de Ternopil    | 48° 47′ 20″ N, 25° 52′ 17″ E       | +008 550, m        | +0010, m           | speleo.land.kiev.ua                                          | 2022-00      |
| 8    | Альошина вода (печера) (uk) fr:Grotte Atlantis                      |         | Transnistrie (rive gauche) / oblast de Khmelnitsky | 48° 35′ 56″ N, 26° 20′ 43″ E       | +008 294, m        | +0012, m           | speleo.land.kiev.ua & caves.in.ua                            | 2022-00      |
| 9    | Вертеба (uk) fr:Grotte de Mushkarova                                |         | Transnistrie (rive gauche) / oblast de Ternopil    | 48° 48′ 22″ N, 25° 52′ 36″ E       | +006 532, m        | +0014, m           | speleo.land.kiev.ua                                          | 2022-00      |
| 10   | Коль-Баїр (uk) fr:Grotte de Golubyna                                |         | Dovgorukivsky / Crimée                             | 44° 52′ 55″ N, 34° 20′ 51″ E       | +006 030, m        | +0165, m           | speleo.land.kiev.ua & caves.in.ua                            | 2022-00      |
| 11   | Вертеба (uk) fr:Grotte de Bukovynka                                 |         | Transnistrie (rive droite) / oblast de Tchernivtsi | 48° 17′ 09″ N, 26° 32′ 04″ E       | +005 460, m        | +0015, m           | speleo.land.kiev.ua                                          | 2022-00      |
| 12   | Grotte de Mamut-Chokrak                                             |         | Baidarsko-Balaklava / Crimée                       | 44° 25′ 23″ N, 33° 45′ 28″ E       | +005 453, m        | +0081, m           | speleo.land.kiev.ua, caves.in.ua & Speleo Atlas              | 2022-00      |
| 13   | Угринська (печера) (uk) fr:Grotte d'Uhryn                           |         | Transnistrie (rive gauche) / oblast de Ternopil    | 48° 57′ 46″ N, 25° 51′ 42″ E       | +003 714, m        | +0005, m           | speleo.land.kiev.ua & caves.in.ua                            | 2022-00      |
| 14   | Печера «Скитська» (uk) fr:Grotte de Gostri Govdy                    |         | Transnistrie (rive droite) / oblast de Tchernivtsi | 48° 38′ 06″ N, 25° 43′ 19″ E       | +003 570, m        | +0003, m           | speleo.land.kiev.ua & caves.in.ua                            | 2022-00      |
| 15   | Grotte de Marmurova                                                 |         | Tchatyr-Dag / Crimée                               | 44° 47′ 50″ N, 34° 16′ 46″ E       | +003 200, m        | +0068, m           | speleo.land.kiev.ua, caves.in.ua & Speleo Atlas              | 2022-00      |
| 16   | Альошина вода (печера) (uk) fr:Grotte Alyoshina Voda                |         | Dovgorukivsky / Crimée                             | 44° 51′ 41,05″ N, 34° 20′ 52,39″ E | +003 200, m        | +0040, m           | speleo.land.kiev.ua, caves.in.ua & Speleo Atlas              | 2022-00      |
| 17   | Каскадная fr:Grotte des Cascades                                    |         | Aï-Petri / Crimée                                  | 44° 27′ 04″ N, 34° 02′ 37″ E       | +002 200, m        | +0417, m           | speleo.land.kiev.ua, caves.in.ua & Speleo Atlas              | 2022-00      |
| 18   | Узунджа (печера) (uk) fr:Grotte d'Uzundzha                          |         | Crimée                                             | 44° 29′ 41,9″ N, 33° 53′ 50,3″ E   | +002 150, m        | +0020, m           | speleo.land.kiev.ua, caves.in.ua & Speleo Atlas              | 2022-00      |
| 19   | Печера «Солдатська» Grotte du soldat                                |         | Crimée                                             | 44° 52′ 29″ N, 34° 34′ 54″ E       | +002 100, m        | +0517, m           | speleo.land.kiev.ua & Speleo Atlas                           | 2022-00      |
| 20   | Grotte de Nakhimovskaya                                             |         | Crimée                                             | 44° 53′ 03,99″ N, 34° 32′ 21,86″ E | +002 100, m        | +0395, m           | speleo.land.kiev.ua & Speleo Atlas                           | 2022-00      |
| 21   | Grotte de Novorossiysk                                              |         | Zone karstique de la mer Noire / oblast d'Odessa   | 46° 28′ 37,31″ N, 30° 41′ 53,28″ E | +001 895, m        | +0000, m           | speleo.land.kiev.ua                                          | 2022-00      |
| 22   | Ювілейна (печера) (uk) fr:Grotte du Jubilé                          |         | Transnistrie (rive gauche) / oblast de Ternopil    | 48° 43′ 54,01″ N, 26° 04′ 22,98″ E | +001 623, m        | +0011, m           | speleo.land.kiev.ua & caves.in.ua                            | 2022-00      |
| 23   | Grotte Proval                                                       |         | Dovgorukivsky / Crimée                             | 44° 50′ 50″ N, 34° 23′ 28″ E       | +001 583, m        | +0104, m           | speleo.land.kiev.ua, caves.in.ua, Speleo Atlas & jalita.com  | 2022-00      |
| 24   | Grotte de Кара-Чокрак                                               |         | Crimée                                             | 44° 57′ 12″ N, 34° 25′ 00″ E       | +001 578, m        | +0063, m           | Speleo Atlas                                                 | 2022-00      |
| 25   | Еміне-Баїр-Хосар (uk) fr:Grotte Emine-Bair-Khosar                   |         | Tchatyr-Dah / Crimée                               | 44° 48′ 04″ N, 34° 17′ 22″ E       | +001 485, m        | +0125, m           | speleo.land.kiev.ua, caves.in.ua & Speleo Atlas              | 2022-00      |
| 26   | Grotte Baydar-Chokrak                                               |         | Aï-Petri / Crimée                                  | 44° 26′ 34,2″ N, 33° 47′ 50,3″ E   | +001 357, m        | +0030, m           | caves.in.ua & Speleo Atlas                                   | 2022-00      |
| 27   | Мар-Хосар fr:Grotte Marchenko                                       |         | Crimée                                             | 44° 50′ 56,92″ N, 34° 22′ 41,63″ E | +001 300, m        | +0109, m           | speleo.land.kiev.ua, caves.in.ua & Speleo Atlas & jalita.com | 2022-00      |
| 28   | печера Чорна fr:Grotte Noire                                        |         | Crimée                                             | 44° 27′ 55″ N, 33° 51′ 31,6″ E     | +001 260, m        | +0024, m           | caves.in.ua & Speleo Atlas                                   | 2022-00      |
| 29   | Grotte d'Oleksynska                                                 |         | Transnistrie (rive gauche) / bolast de Ternopil    | 48° 48′ 41″ N, 25° 52′ 52″ E       | +001 244, m        | +0010, m           | speleo.land.kiev.ua                                          | 2022-00      |
| 30   | Таврида fr:Grotte Tavrida                                           |         | Crimée                                             | 45° 02′ 49″ N, 34° 17′ 18″ E       | +001 238, m        | +0015, m           | speleo.land.kiev.ua & caves.in.ua & Speleo Atlas             | 2022-00      |
| 31   | Тимкова скала (uk) fr:Grotte de Tymkova Skelya                      |         | Transnistrie (rive gauche) / oblast de Ternopil    | 48° 42′ 18″ N, 26° 04′ 44″ E       | +001 180, m        | +0000, m           | speleo.land.kiev.ua                                          | 2022-00      |
| 32   | Миледи fr:Grotte de Milady                                          |         | Crimée                                             | 44° 54′ 14,18″ N, 34° 32′ 15,36″ E | +001 177, m        | +0401, m           | Speleo Atlas & caves.in.ua                                   | 2022-00      |
| 33   | Нагірянська (печера) (uk) fr:Grotte de Dzhurynska                   |         | Transnistrie (rive gauche) / oblast de Ternopil    | 48° 47′ 52″ N, 25° 38′ 30″ E       | +001 135, m        | +0012, m           | speleo.land.kiev.ua & caves.in.ua                            | 2022-00      |
| 34   | Погорілівка (Заставнівський район) (uk) fr:Grotte de Chornopototska |         | Transnistrie (rive droite) / oblast de Tchernivtsi | 48° 31′ 29,28″ N, 25° 57′ 12,54″ E | +001 031, m        | +0006, m           | speleo.land.kiev.ua & caves.in.ua                            | 2022-00      |